# Relaciones India-Rusia

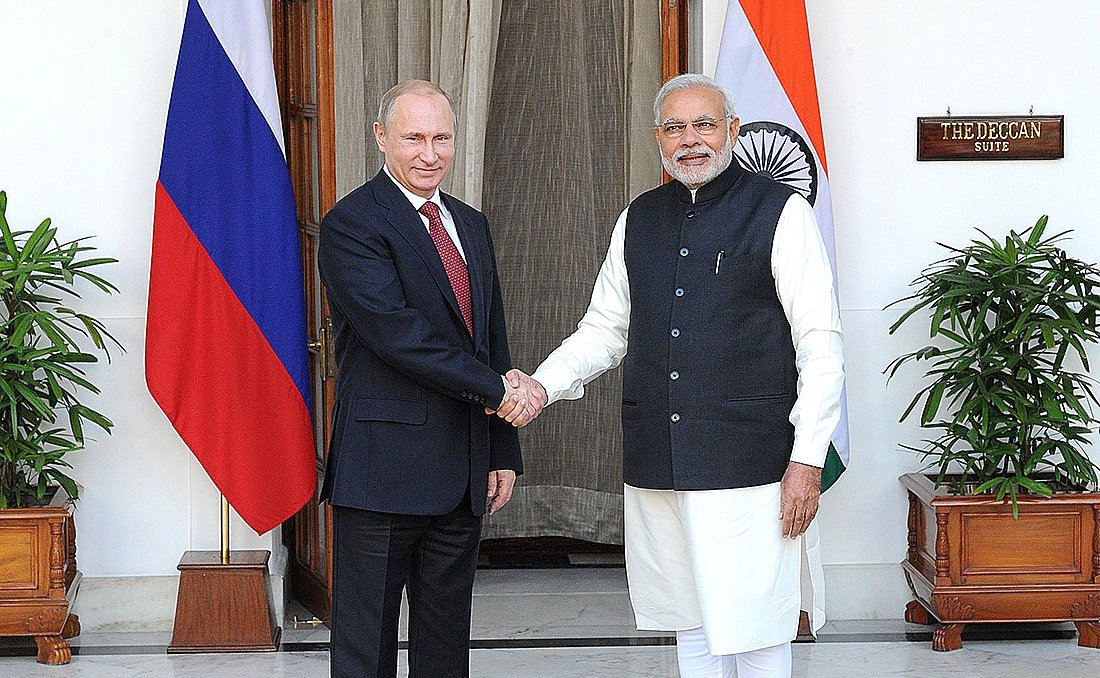
El presidente de Rusia Vladímir Putin y el primer ministro de India Narendra Modi, durante una visita de estado a India en 2014

Las relaciones indo-rusas, en  ruso: Российско-индийские отношения y en hindi: भारत-रूस सम्बन्ध, se refieren a las  relaciones bilaterales entre India y Rusia. Durante la Guerra Fría, India y la Unión Soviética (URSS) tuvieron una fuerte relación estratégica, militar, económica y diplomática. Después del colapso de la URSS, Rusia heredó la estrecha relación con la India. Esto dio lugar a que India y Rusia compartieran una relación especial.
Tradicionalmente, la asociación estratégica indo-rusa se ha construido sobre cinco componentes principales: política, defensa, energía nuclear civil, cooperación antiterrorista y espacio exterior. Estos cinco componentes principales se destacaron en un discurso pronunciado por el exsecretario de Relaciones Exteriores de India, Ranjan Mathai, en Rusia. Sin embargo, en los últimos años, un sexto componente, económico, ha crecido en importancia, ya que ambos países establecieron el objetivo de alcanzar US $ 30 mil millones en comercio bilateral para 2025, de aproximadamente US $ 9,4 mil millones en el año 2017. Para facilitar este objetivo, ambos países buscaron desarrollar un acuerdo de libre comercio. El comercio bilateral entre ambos países en 2012 creció en más del 24%.
El poderoso IRIGC, Comisión Intergubernamental India-Rusia, es el cuerpo principal que dirige los asuntos a nivel gubernamental entre ambos países los cuales son miembros de muchos organismos internacionales en los que colaboran estrechamente en asuntos de interés nacional compartido. Los ejemplos importantes incluyen las Naciones Unidas, BRICS, G20 y SCO. Rusia ha declarado públicamente que apoya que India reciba un puesto permanente en el Consejo de Seguridad de las Naciones Unidas. Además, Rusia ha expresado interés en unirse a la SAARC con estatus de observador en el que India es miembro fundador.
India es el segundo mercado más grande para la industria de defensa rusa. En 2017, aproximadamente el 68% de las importaciones de hardware de los militares indios procedían de Rusia, lo que convirtió a Rusia en el principal proveedor de equipos de defensa. India tiene una embajada en Moscú y dos consulados generales, uno en San Petersburgo y otro en Vladivostok. Rusia tiene una embajada en Nueva Delhi y cuatro consulados generales en Chennai,  Hyderabad, Calcuta y Mumbai.
Según una encuesta de Servicio Mundial de la BBC de 2014 , el 45% de los rusos ve a la India de manera positiva, y solo el 9% expresa una opinión negativa. Del mismo modo, un 2017 encuesta de opinión por Moscú basado en un grupo no gubernamental de reflexión Levada-Center afirma que los rusos identificaron India como uno de sus cinco mejores «amigos», con los otros que son Bielorrusia, China, Kazajistán y Siria.

## Historia
En 1468, el viajero ruso Afanasy Nikitin comenzó su viaje a la India. Entre 1468 y 1472, viajó por Persia, India y el Imperio Otomano. La documentación de sus experiencias durante este viaje se recopila en el libro El viaje más allá de los tres mares, en  ruso Khozheniye za tri morya.

## La Unión Soviética y la India

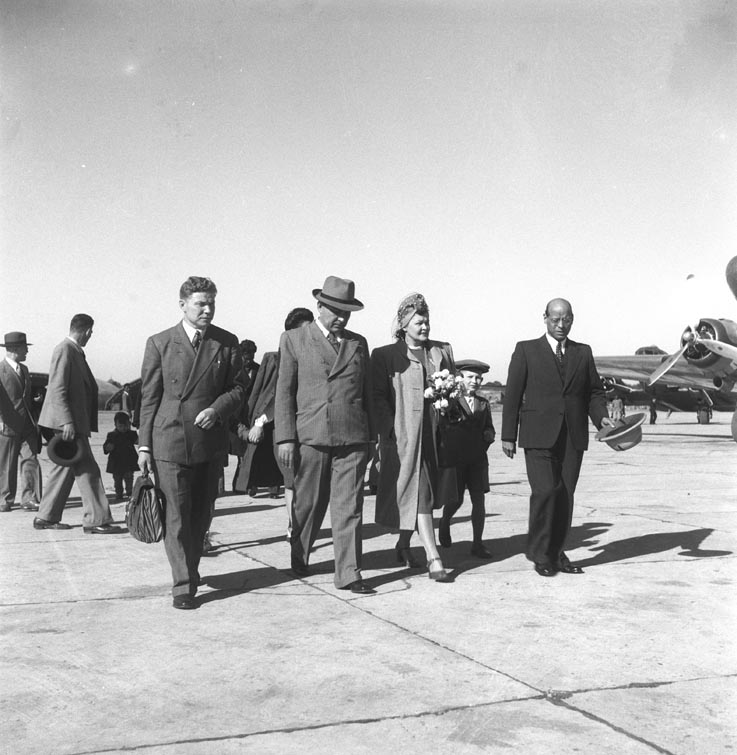
El embajador soviético Kirill Novikov llegó a Nueva Delhi en 1947 para establecer relaciones diplomáticas formales con la India

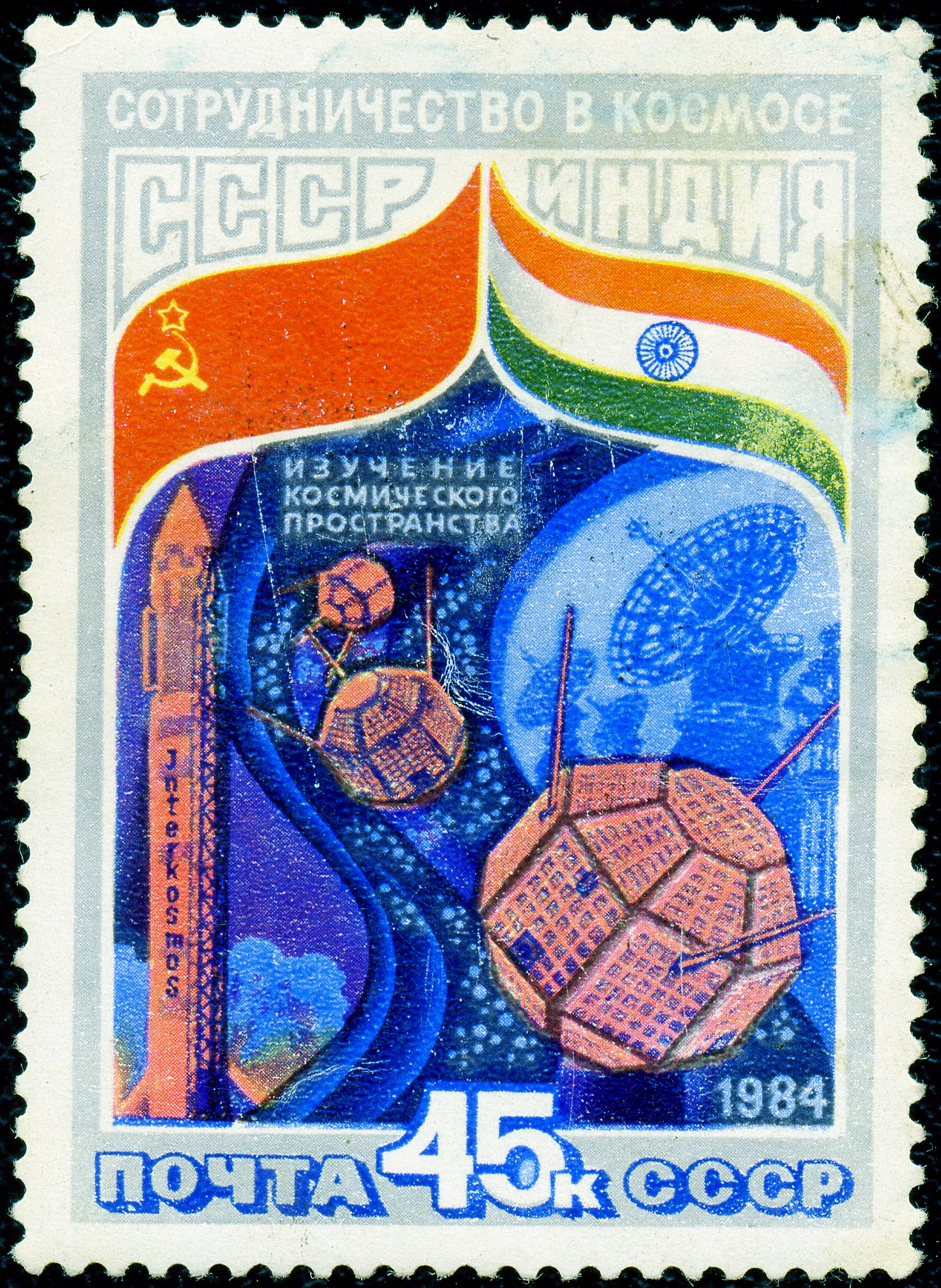
Estampilla, o sello soviético, celebrando la amistad y cooperación indo-soviética

La Unión Soviética inició una relación cordial con la India en la década de 1950 que representó el más exitoso de los intentos soviéticos de fomentar relaciones más estrechas con los países del Tercer Mundo. La relación comenzó con una visita del primer ministro indio Jawaharlal Nehru a la Unión Soviética en junio de 1955, y el viaje de regreso del primer ministro del Partido Comunista Nikita Khrushchev a la India en el otoño de 1955. Mientras estaba en la India, Khrushchev anunció que la Unión Soviética apoyaba la soberanía india sobre el territorio en disputa de la región de  Cachemira y sobre los enclaves costeros portugueses como Goa.
Las fuertes relaciones de la Unión Soviética con la India tuvieron un impacto negativo tanto en las relaciones soviéticas con la República Popular de China como en las relaciones de la India con la propia China durante el período de Khrushchev. La Unión Soviética declaró su neutralidad durante la disputa fronteriza de 1959 y en la guerra chino-india de octubre de 1962, aunque los chinos se opusieron enérgicamente. La Unión Soviética brindó a la India una asistencia económica y militar sustancial durante el período de Jrushchov, y para 1960 la India había recibido más asistencia soviética que China.[cita requerida] Esta disparidad se convirtió en otro punto de discusión en las relaciones chino-soviéticas. En 1962, la Unión Soviética acordó transferir tecnología para coproducir el Mikoyan-Gurevich MiG-21, un caza a reacción, en la India y que la Unión Soviética había negado anteriormente a China.
En 1965, la Unión Soviética sirvió con éxito como agente de paz entre India y Pakistán después de una guerra fronteriza entre ellos. El presidente soviético del Consejo de Ministros, literalmente el primer ministro de la Unión Soviética, Alexei Kosygin, se reunió con representantes de India y Pakistán y los ayudó a negociar el fin del conflicto militar por Cachemira.
En 1971, la antigua región del este de Pakistán inició un esfuerzo por separarse de su unión política con el oeste de Pakistán. India apoyó la secesión y, como garantía contra la posible entrada de China al conflicto en el lado occidental de Pakistán, firmó con la Unión Soviética el Tratado Indo-Soviético de Amistad y Cooperación en agosto de 1971. En diciembre, India entró en conflicto y aseguró la victoria de los secesionistas y el establecimiento del nuevo estado de Bangladés.
Las relaciones entre la Unión Soviética y la India no sufrieron mucho durante el gobierno de coalición derechista del Partido Janata a fines de la década de 1970, aunque la India se movió para establecer mejores relaciones económicas y militares con los países occidentales. Para contrarrestar estos esfuerzos de la India para diversificar sus relaciones, la Unión Soviética ofreció armamento adicional y asistencia económica.
Durante la década de 1980, a pesar del asesinato en 1984 de los separatistas Sikh de la primera ministra Indira Gandhi, el pilar de las cordiales relaciones entre la India y la Unión Soviética, la India mantuvo una estrecha relación con la esa nación. Indicando la alta prioridad de las relaciones con la Unión Soviética en la política exterior de la India, el nuevo primer ministro indio, Rajiv Gandhi, visitó la Unión Soviética en su primera visita de estado al extranjero en mayo de 1985 y firmó dos acuerdos económicos a largo plazo con la Unión Soviética. Según Rejaul Karim Laskar, un erudito de la política exterior de la India, durante esta visita, Rajiv Gandhi desarrolló una relación personal con el presidente soviético Mijail Gorbachov. A su vez, la primera visita de Gorbachov a un estado del Tercer Mundo fue su reunión con Rajiv Gandhi en Nueva Delhi a fines de 1986. Gorbachov instó sin éxito a Rajiv Gandhi para que ayudase a la Unión Soviética a establecer un sistema de seguridad colectivo asiático. La defensa de Gorbachov de esta propuesta, que también había sido hecha por Leonidas Brezhnev, era un indicio de un continuo interés soviético en el uso de estrechas relaciones con India como medio para contener a China. Con la mejora de las relaciones chino-soviéticas a fines de la década de 1980, contener a China tenía menos prioridad, pero las relaciones cercanas con la India seguían siendo importantes como ejemplo de la nueva política del Tercer Mundo de Gorbachov.

## India y Rusia
Las relaciones con la India siempre han sido y estoy seguro de que será una de las prioridades de política exterior más importantes de nuestro país. Nuestros lazos mutuos de amistad están llenos de simpatía, confianza y apertura. Y debemos decir francamente que nunca se vieron eclipsados por desacuerdos o conflictos. Este entendimiento - este es ciertamente el patrimonio común de nuestros pueblos. Es valorado y apreciado en nuestro país, en Rusia y en la India. Y estamos orgullosos de nuestras relaciones tan cercanas y tan estrechas entre nuestros países.

-  Dmitry Medvedev , sobre las relaciones con India

Estamos seguros de que la India vive en los corazones de todos los rusos. De la misma manera, puedo asegurarles que Rusia también vive en nuestras almas como Patria, como personas que comparten nuestras emociones, nuestros sentimientos de respeto mutuo y amistad constante. ¡Viva nuestra amistad!

-  Pratibha Patil, sobre las relaciones con Rusia

... la relación India-Rusia es de profunda amistad y confianza mutua que no se vería afectada por tendencias políticas transitorias. Rusia ha sido un pilar de la fortaleza en los momentos difíciles de la historia de la India. La India siempre corresponderá a este apoyo. Rusia es y seguirá siendo nuestro socio de defensa más importante y un socio clave para nuestra seguridad energética, tanto en energía nuclear como en hidrocarburos ".

-  Pranab Mukherjee, sobre las relaciones con Rusia

### Relaciones políticas

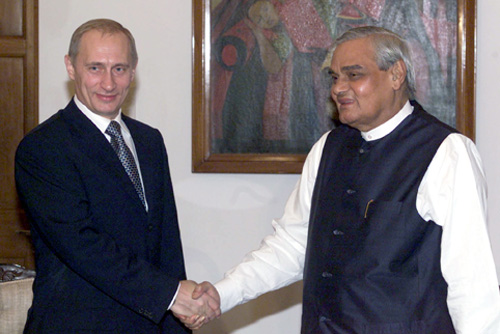
El ex primer ministro Atal Bihari Vajpayee con el presidente ruso Vladímir Putin en octubre de 2000

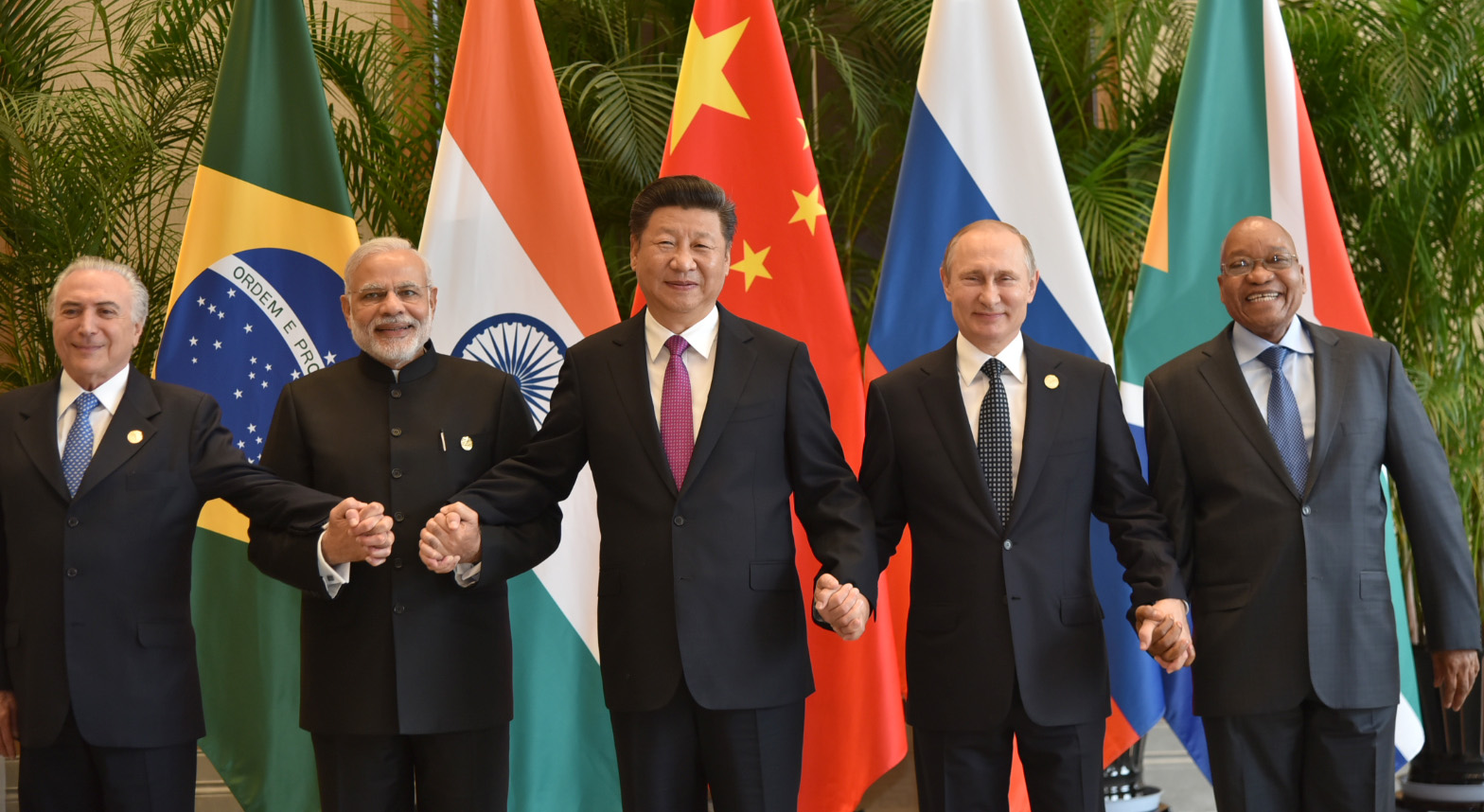
Ambos países son miembros de los BRICS

La primera iniciativa política importante, desde el colapso de la Unión Soviética, entre India y Rusia comenzó con la Asociación Estratégica firmada entre los dos países en 2000. El presidente Vladímir Putin declaró en un artículo escrito por él en el Hindú , Declaración sobre la estrategia: La asociación entre India y Rusia firmada en octubre de 2000 se convirtió en un paso verdaderamente histórico. El ex primer ministro Manmohan Singh también estuvo de acuerdo con su contraparte en un discurso pronunciado durante la visita de 2012 del presidente Putin a India: El presidente Putin es un amigo valioso de la India y el arquitecto original de la asociación estratégica India-Rusia. Ambos países colaboran estrechamente en asuntos de interés nacional compartido que incluyen en las Naciones Unidas, BRICS, G20 y SCO, donde India tiene el estatus de observador y Rusia ha pedido que se convierta en miembro de pleno derecho. Rusia también apoya firmemente que India reciba un asiento permanente en el Consejo de Seguridad de las Naciones Unidas. Además, Rusia ha respaldado vocalmente a la India uniéndose al NSG y APEC. Además, también ha expresado interés en unirse a la SAARC con estatus de observador en el que India es miembro fundador.
Actualmente Rusia es uno de los dos únicos países del mundo, el otro es Japón, que tiene un mecanismo para las revisiones anuales de defensa a nivel ministerial con India. La Comisión Intergubernamental Indo-Rusa (IRIGC) es uno de los mecanismos gubernamentales más grandes y completos que India ha tenido con cualquier país a nivel internacional. Casi todos los departamentos del gobierno de la India lo asisten.

### IRIGC

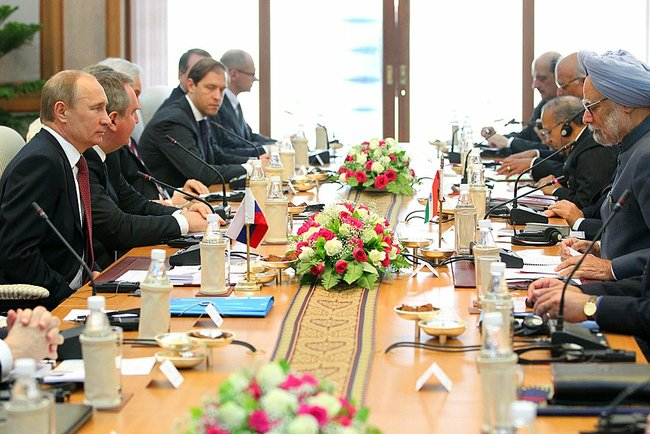
Reunión de IRIGC en Nueva Delhi, India; diciembre de 2012

La Comisión Intergubernamental Indo-Rusa (IRIGC) es el cuerpo principal que dirige los asuntos a nivel gubernamental entre ambos países. Algunos lo han descrito como el comité directivo de las relaciones indo-rusas. Se divide en dos partes, la primera que abarca la cooperación comercial, económica, científica, tecnológica y cultural. Este suele ser copresidido por el vice primer ministro ruso y el ministro de asuntos exteriores de la India. La segunda parte de la comisión cubre la Cooperación técnica militar, que está copresidida por los respectivos ministros de defensa de los dos países. Ambas partes del IRIGC se reúnen anualmente.
Además, al IRIGC hay otros organismos que llevan a cabo relaciones económicas entre los dos países. Estos incluyen el Foro Indo-Ruso sobre Comercio e Inversión, el Consejo Empresarial India-Rusia, el Consejo de Promoción de Comercio, Inversión y Tecnología India-Rusia y la Cámara de Comercio India-Rusia.
Un artículo escrito por Vladímir Putin fue publicado en The Times of India el 30 de mayo de 2017, un día antes de la visita del primer ministro Narendra Modi a Rusia, con motivo del 70 aniversario del establecimiento de las relaciones entre la India y la Rusia, el 13 de abril de 1947.

### Relación militar

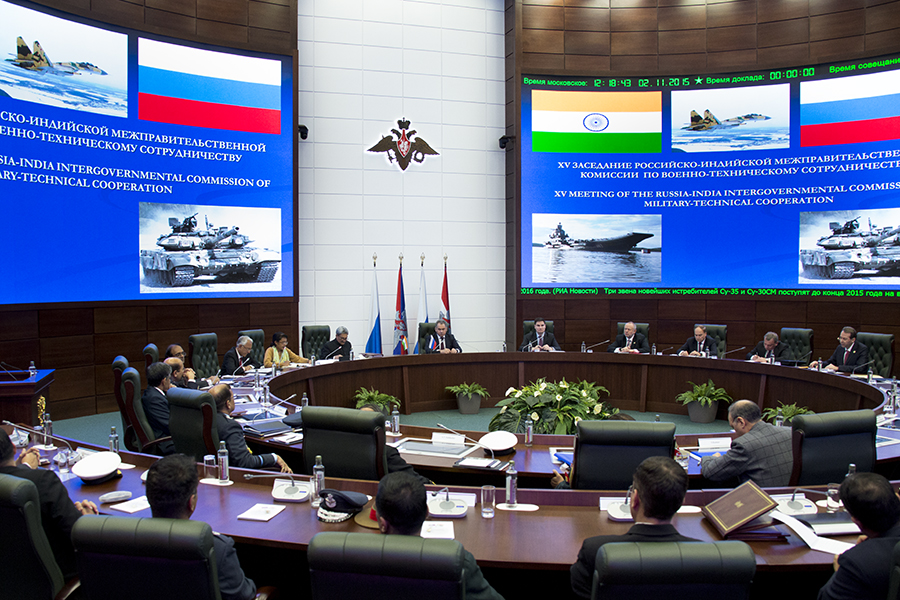
Reunión de la comisión intergubernamental ruso-india sobre cooperación militar y técnica

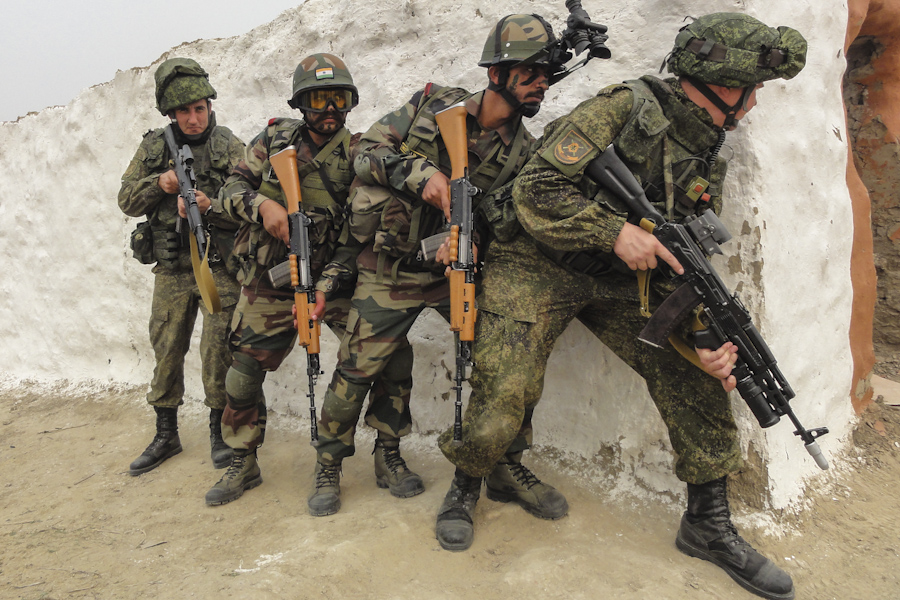
Soldados indios y rusos entrenados durante el ejercicio antiterrorista Indra 2015

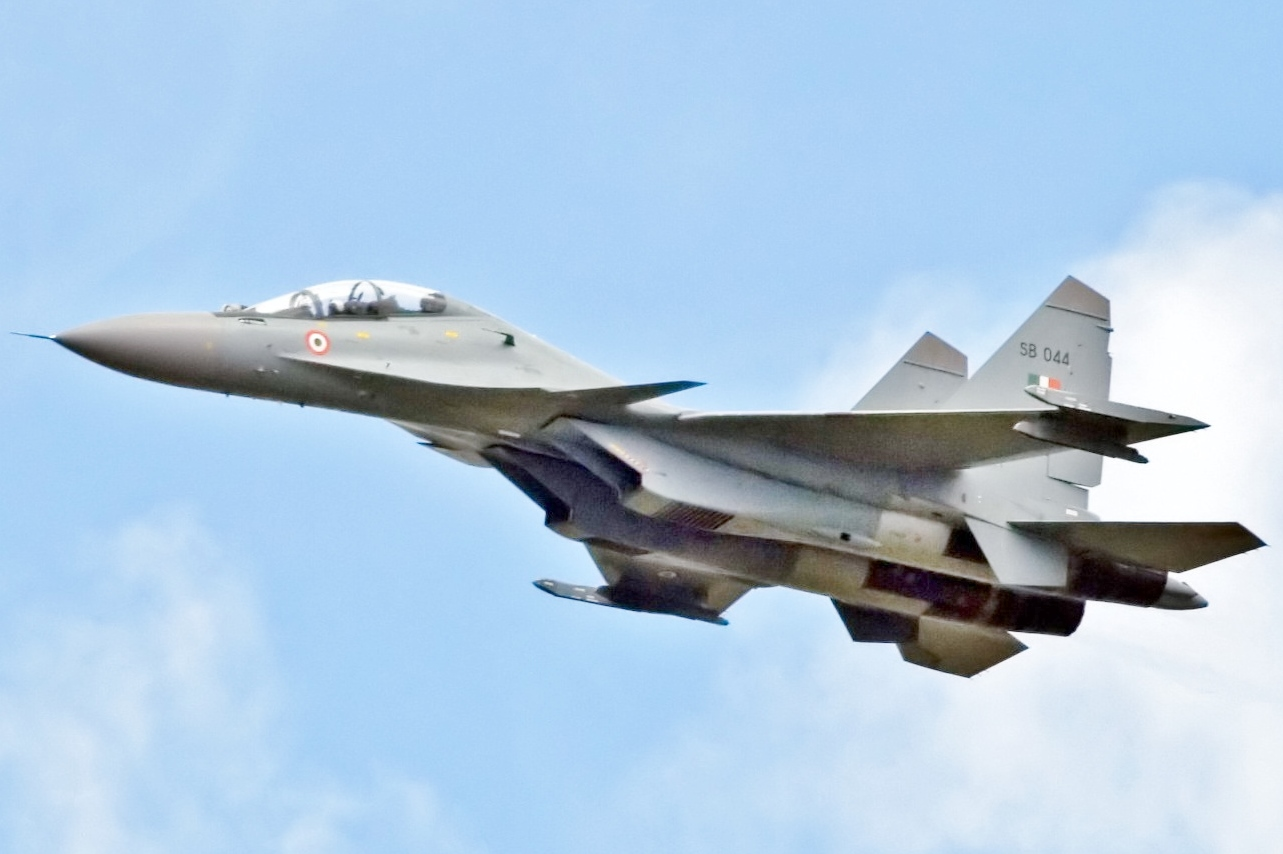
Sukhoi Su-30MKI; caza pesado ruso, modificado según requerimientos para la India

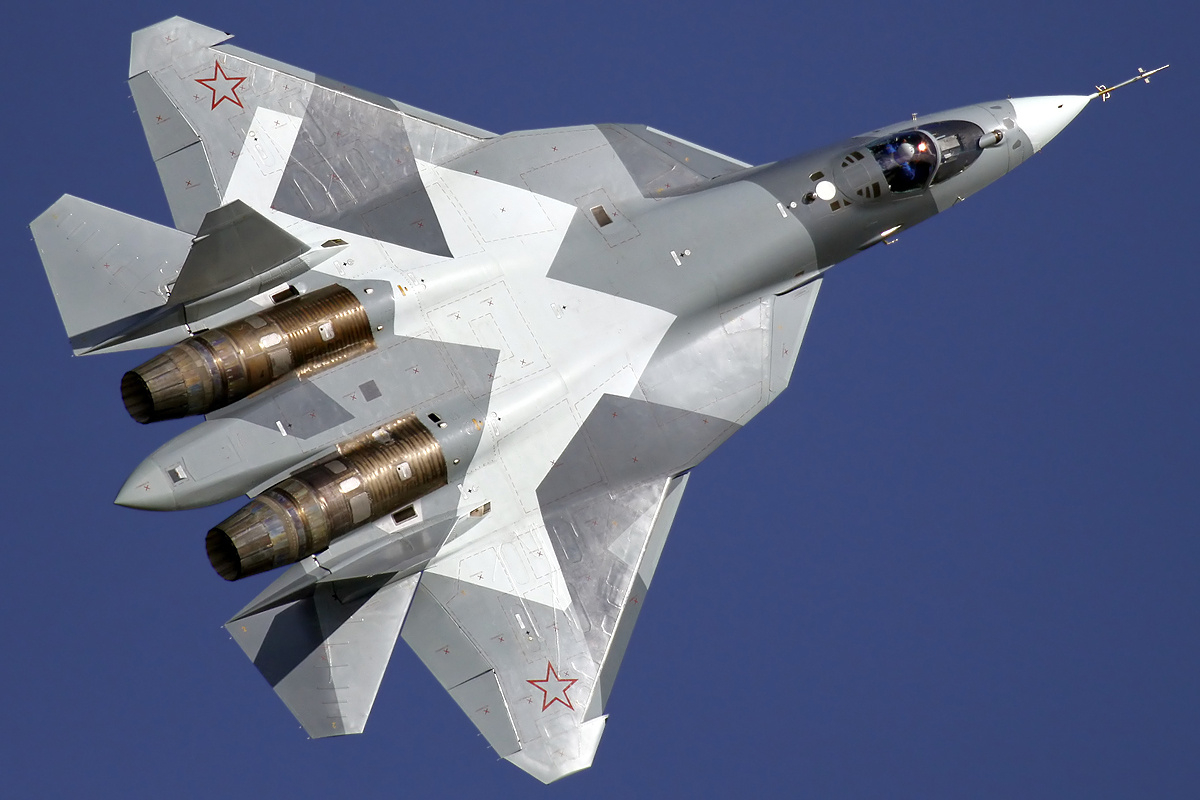
El FGFA de construcción conjunta se basará en el Sukhoi Su-57

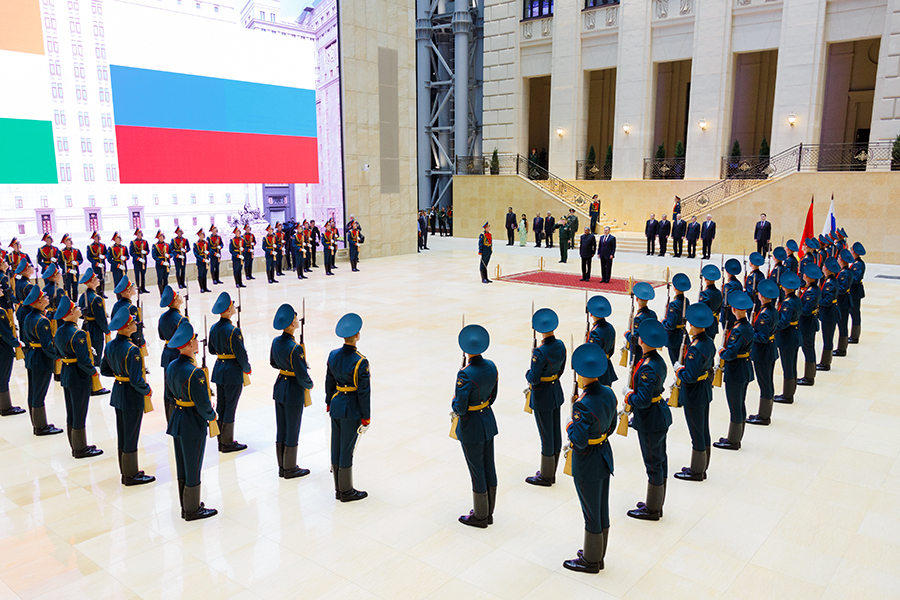
Una ceremonia de bienvenida para el ministro de Defensa indio Manohar Parrikar en noviembre de 2015

La Unión Soviética fue un importante proveedor de equipo de defensa durante varias décadas y este papel ha sido heredado por la federación rusa. Rusia con el 68%, EE. UU. con el 14% e Israel con el 7,2% son los principales proveedores de armas a la India (2012-2016), e India y Rusia han profundizado su cooperación en la fabricación elementos de defensa en la India mediante la firma de acuerdos para la construcción de fragatas navales, KA-226T helicópteros utilitarios bimotores (joint venture-JV) para hacer 60 en Rusia y 140 en India), misiles de crucero Brahmos (JV con 50.5% India y 49.5% Rusia) (actualización de diciembre de 2017). En diciembre de 1988, se firmó un acuerdo de cooperación entre la India y Rusia, que dio lugar a la venta de una multitud de equipos de defensa a la India y también a la aparición de los países como socios para el desarrollo en lugar de una relación puramente de comprador y vendedor, incluida la proyectos de empresas conjuntas para desarrollar y producir la  aeronave de combate de quinta generación (FGFA) y la  aeronave de transporte multiusos (MTA). El acuerdo está pendiente de la firma de una prórroga de 10 años. En 1997, Rusia e India firmaron un acuerdo de diez años para una mayor cooperación técnico-militar que abarcaba una amplia gama de actividades, incluida la compra de armamento completo, el desarrollo y la producción conjuntos y la comercialización conjunta de armamentos y tecnologías militares.
Ahora, la cooperación no se limita a una relación comprador-vendedor, sino que incluye investigación y desarrollo conjuntos, capacitación, contactos de servicio a servicio, incluidos ejercicios conjuntos. Los últimos ejercicios navales conjuntos tuvieron lugar en abril de 2007 en el Mar de Japón y los ejercicios aéreos conjuntos se realizaron en septiembre de 2007 en Rusia. Una comisión intergubernamental sobre cooperación técnico-militar está copresidida por los ministros de defensa de ambos países. El séptimo período de sesiones de esta Comisión Intergubernamental se celebró en octubre de 2007 en Moscú. Durante la visita, se firmó un acuerdo sobre el desarrollo conjunto y la producción de posibles combatientes de múltiples roles entre los dos países.
En 2012, ambos países firmaron un acuerdo de defensa por valor de $ 2900 millones durante la visita del presidente Putin a India para que los 42 nuevos Sukhois se produzcan bajo licencia de la PSU de defensa, Hindustan Aeronautics, que se sumará a los 230 Sukhois contratados anteriormente por Rusia. En general, la etiqueta de precio de los 272 Sukhois, tres de los más de 170 que han sido incorporados hasta ahora se han estrellado, se sitúa en más de $ 12 000 millones. Los helicópteros Mi-17 V5 de mediana elevación (59 para IAF y 12 para Ministerio de Interior / BSF) se sumarán a los 80 helicópteros que ya se habían incluido en un acuerdo de $ 1340 millones firmado en 2008. El valor de los proyectos de defensa de India con Rusia aumentará aún más hacia el norte después de la inminente firma del contrato de diseño final para el desarrollo conjunto de un caza futurista de sigilo de quinta generación. Este contrato de  I + D se fija en US $ 11 000 millones, para ser compartido por igual entre los dos países. Entonces, si la India produce a más de 200 de estos aviones de combate de quinta generación, como espera hacer a partir de 2022 en adelante, el costo total de este gigantesco proyecto para la India será de alrededor de US $35 000 millones, ya que cada uno de los aviones valdrá más de US $ 100 millones como mínimo.
India y Rusia tienen varios programas militares conjuntos importantes que incluyen:
- Programa de misiles de crucero BrahMos
- Programa de aviones de combate de quinta generación.
- Programa Sukhoi Su-30MKI (230+ será construido por Hindustan Aeronautics )
- Aviones de transporte táctico Ilyushin Il-276
- Helicópteros utilitarios bimotores KA-226T
- Algunas fragatas

Entre 2013 y 2018, Rusia representó el 62% de las ventas de armas a la India, en comparación con el 79% entre 2008 y 2012.
Además, la India ha comprado o arrendado los siguientes equipos militares de Rusia:
- S-400 Triumf (compra pendiente)[32]
- Kamov Ka-226 200 se realizará en India bajo la iniciativa Make in India.
- T-90S Bhishma con más de 1000 que se construirá en la India
- Submarino nuclear  Clase Akula-II (2 serán arrendados con opción de compra cuando expire el contrato de arrendamiento)
- Programa de portaaviones INS Vikramaditya
- Bombarderos Túpolev Tu-22M (4 ordenados, no entregados)
- Actualización de US $ 900 millones de  MiG-29.
- Mil Mi-17 (80 ordenados) más en servicio.
- Ilyushin Il-76 Candid (6 ordenados para ajustarse al radar israelí Phalcon )
- La Base Aérea Farkhor en Tayikistán es actualmente operada conjuntamente por la Fuerza Aérea India y la Fuerza Aérea de Tayikistán.

### Relaciones económicas

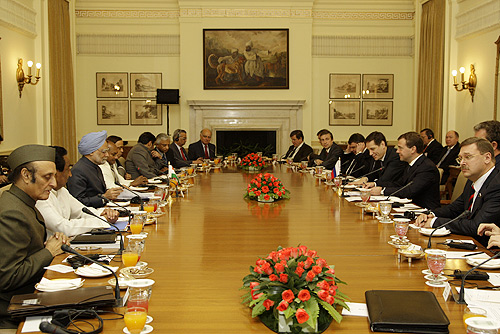
Diplomáticos indios y rusos sostienen conversaciones en la Casa Hyderabad en Nueva Delhi

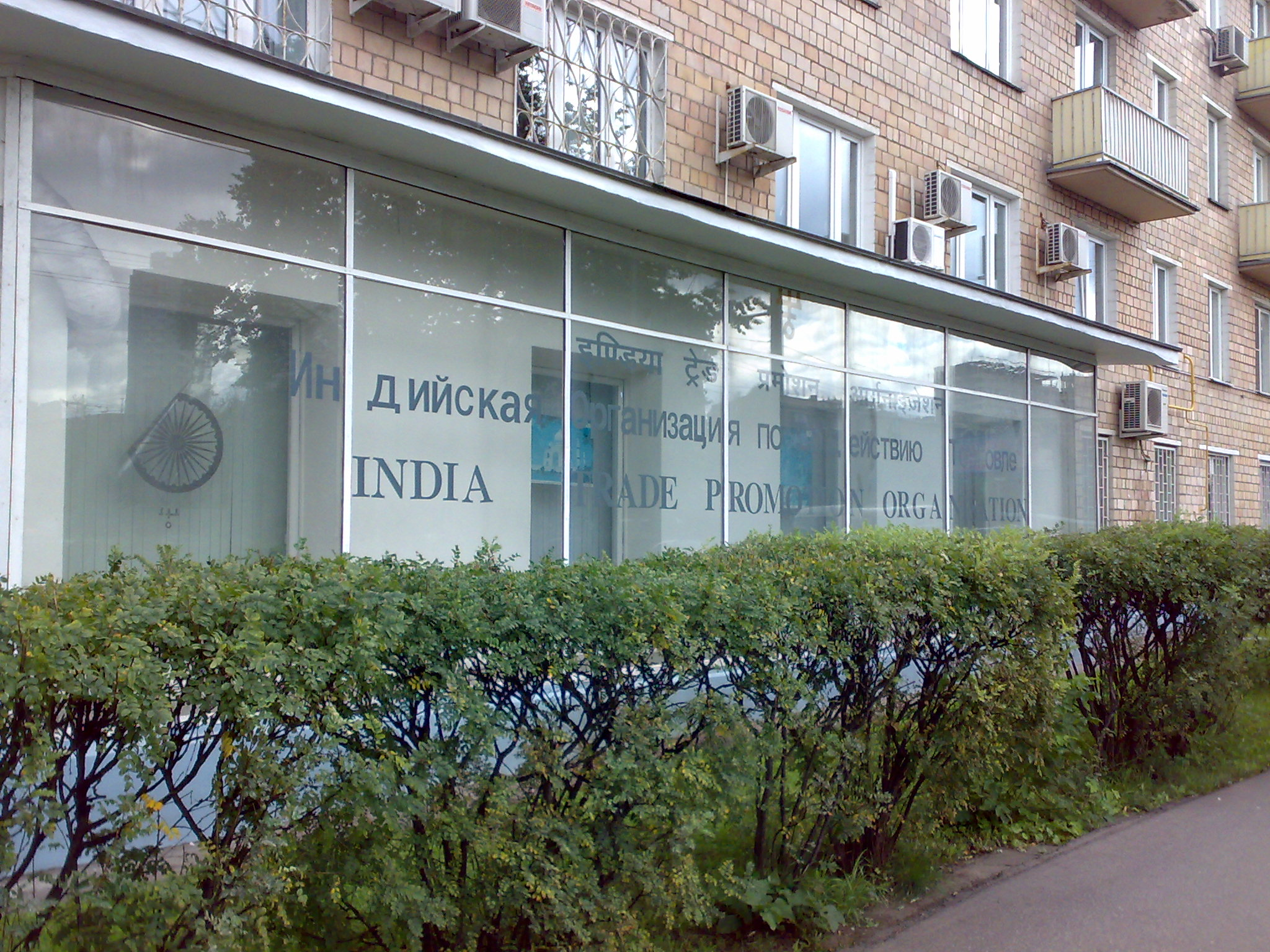
La Organización de Promoción de Comercio de India en Moscú, Rusia

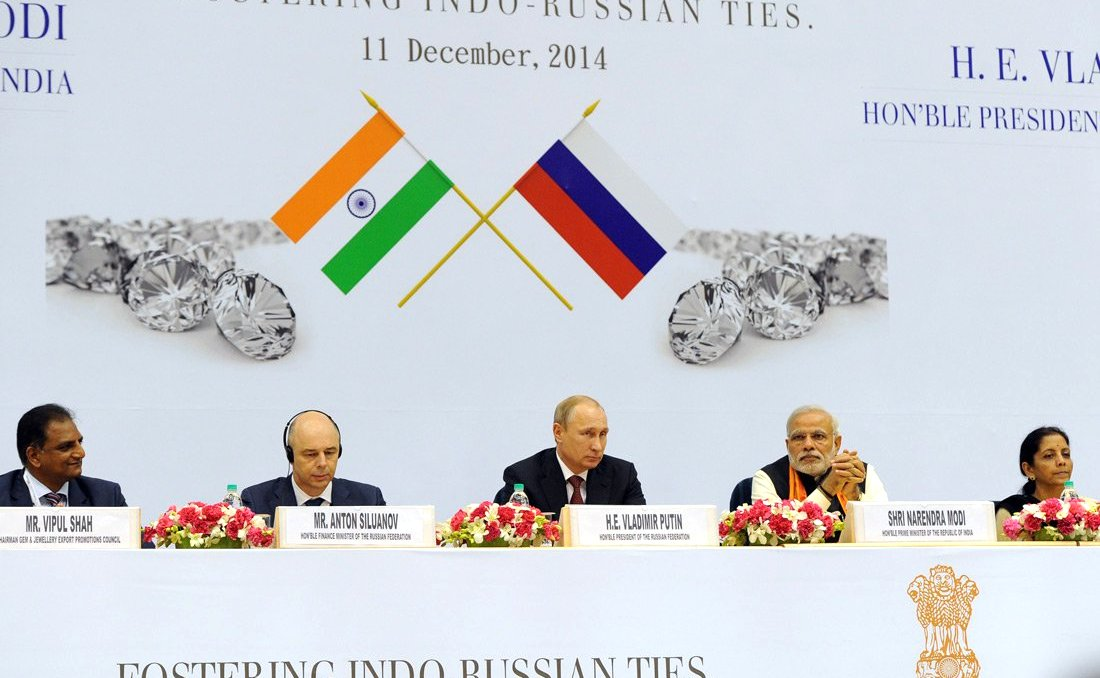
El primer ministro Modi y el presidente Putin en la Conferencia Mundial del Diamante en Nueva Delhi en 2014

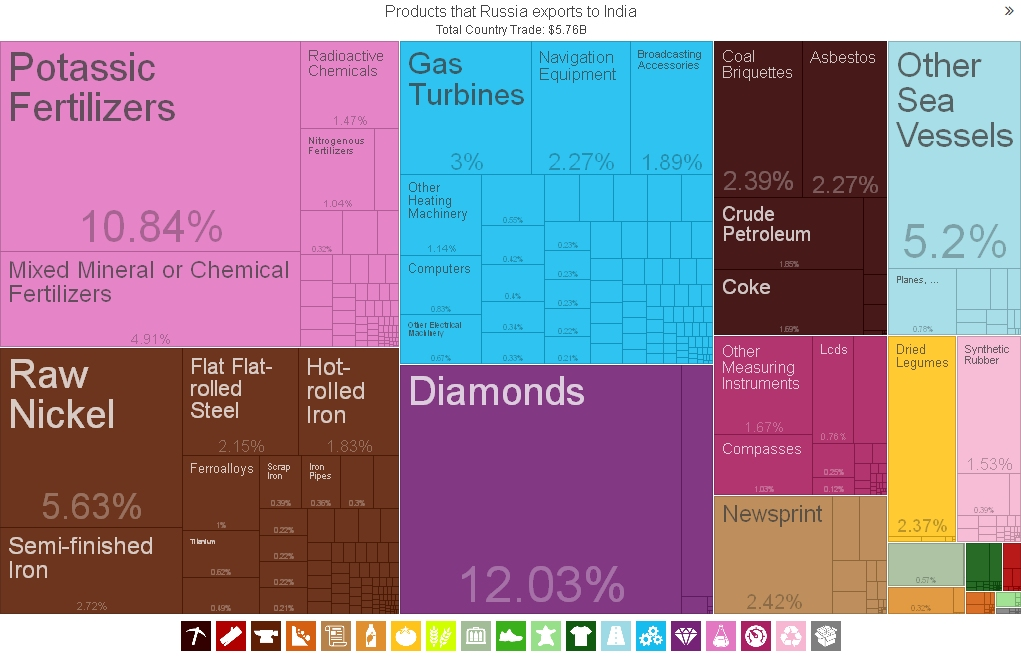
Exportaciones rusas a la India en 2012

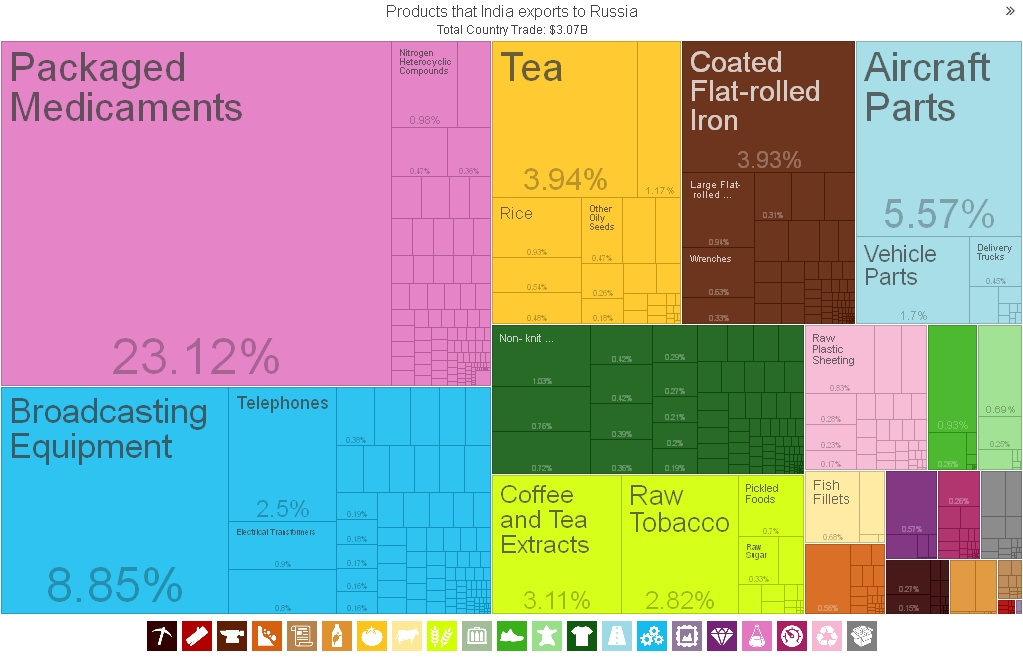
Exportaciones indias a Rusia en 2012

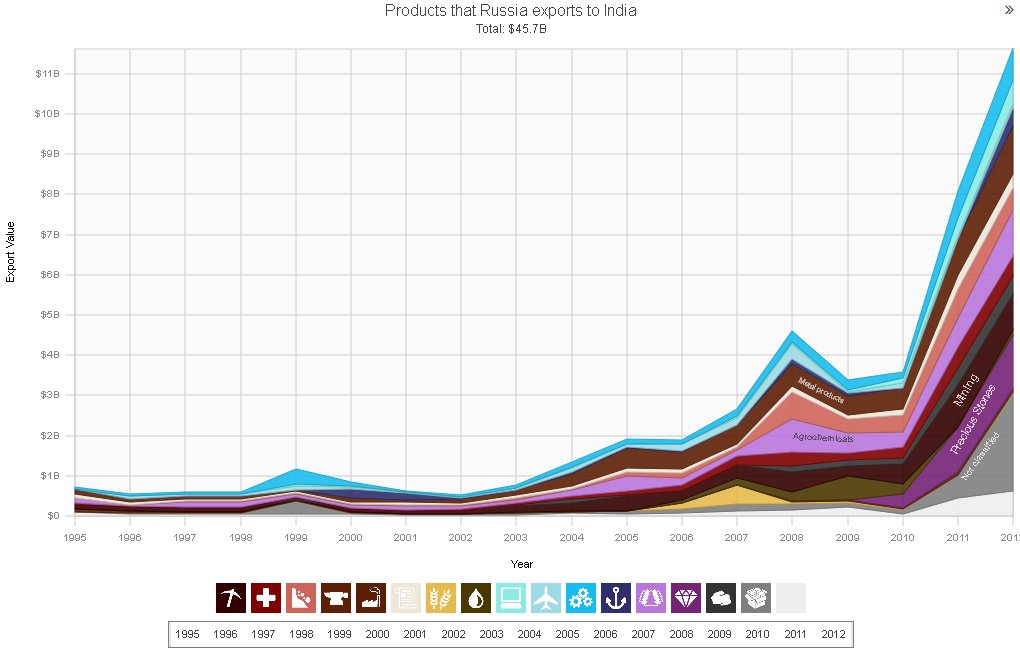
Exportaciones rusas a la India desde 1995 hasta 2012

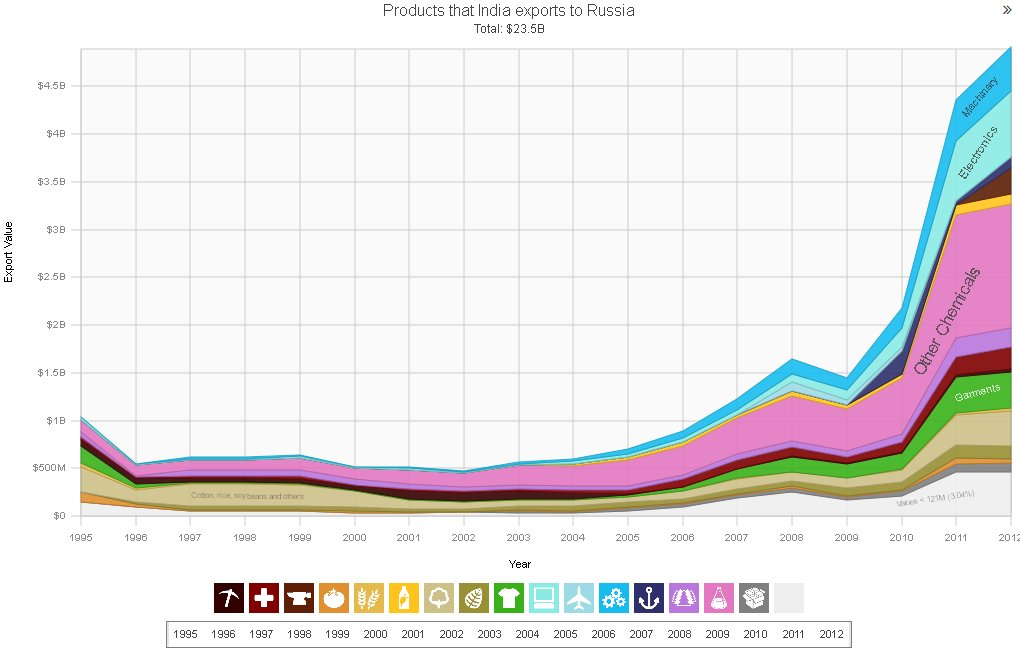
Exportaciones indias a Rusia desde 1995 hasta 2012

El comercio bilateral entre ambos países se concentra en sectores clave de la cadena de valor. Estos sectores incluyen segmentos altamente diversificadas, tales como maquinaria, la electrónica, la industria aeroespacial, automotriz, la navegación comercial, productos químicos, productos farmacéuticos, fertilizantes, prendas de vestir, piedras preciosas, metales industriales, productos derivados del petróleo, carbón, café y té y productos de gama alta. El comercio bilateral en 2002 fue de $ 1500 millones y aumentó en más de 7 veces a $ 11 000 millones en 2012 y con ambos gobiernos estableciendo una meta de comercio bilateral de $ 30 000 millones para 2025. Los organismos bilaterales que conducen las relaciones económicas entre los dos países incluyen IRIGC, el Foro Indo-Ruso sobre Comercio e Inversiones, el Consejo Empresarial India-Rusia, el Consejo de Promoción de Comercio, Inversión y Tecnología India-Rusia, el Consejo de CEOs India-Rusia y la Cámara de Comercio India-Rusia.
Ambos gobiernos han desarrollado conjuntamente una estrategia económica que implica el uso de varios componentes económicos para aumentar el comercio bilateral futuro. Estos incluyen el desarrollo de un TLC entre India y la EEU, un tratado bilateral sobre la promoción y protección de las inversiones, un nuevo mecanismo de planificación económica integrado en el IRIGC, la simplificación de los procedimientos aduaneros, nuevos acuerdos a largo plazo en la expansión del comercio de energía, incluido el nuclear, petróleo y gas. Finalmente, contratos a largo plazo con proveedores en sectores clave como petróleo, gas y diamantes en bruto. Compañías como Rosneft , Gazprom , Essar & Alrosa actuarán como proveedores a largo plazo respectivamente.
Rusia ha declarado que cooperará con la India en su iniciativa Hecho en India participando en el desarrollo de "Smart Cites", el DMIC, el sector aeroespacial, el sector nuclear comercial y la mejora en la fabricación de productos militares rusos a través de la cooperación, desarrollo y coproducción. Rusia aceptó participar en el vasto proyecto de infraestructura DMIC, de más de $ 100 000 millones, que finalmente conectará Delhi y Mumbai con ferrocarriles, autopistas, puertos, ciudades inteligentes interconectadas y parques industriales.  El presidente ruso, Vladímir Putin, declaró en una entrevista que una de las prioridades de su gobierno era construir una ciudad inteligente en la India, una ciudad inteligente basada en las tecnologías rusas. AFK Sistema probablemente será la principal empresa rusa involucrada en el proyecto debido a su experiencia previa en proyectos de ciudades inteligentes en Ufá, Kazán y Rostóv.
Ambos países también acordaron trabajar juntos en el sector aeroespacial para codesarrollar y coproducir aviones, entre los que se incluyen el Sukhoi Superjet 100,  MS-21,  FGFA, Ilyushin Il-276 y Kamov Ka-226. Algunos de los aviones desarrollados conjuntamente se exportarán comercialmente a terceros países y mercados extranjeros, por ejemplo, FGFA y Kamov Ka-226. El presidente de la rusa UAC Mijaíl Pogosíán declaró en una entrevista: Estamos planeando vender en la India alrededor de 100 aviones de pasajeros para 2030, lo que representará el 10 por ciento del mercado indio de aviones de pasajeros en el segmento y afirmó, El alcance sin precedentes de la cooperación ruso-india en la aviación militar ha creado una base científica y de ingeniería para emprender proyectos conjuntos en aviación civil.
India es actualmente el centro de corte y pulido para diamantes más grande del mundo. Ambos países han acordado agilizar su comercio bilateral de diamantes a través de reducciones en las regulaciones y aranceles. El primer ministro indio, Modi, dijo en una entrevista: 

Hice tres propuestas al presidente Putin. Primero, me gustaría que Alrosa pueda tener contratos directos a largo plazo con más empresas indias. Me complace saber que se están moviendo en esta dirección. Segundo, quiero que Alrosa y otros negocien directamente en nuestra bolsa de diamantes. Hemos decidido crear una Zona Especial Notificada donde las empresas mineras pueden intercambiar diamantes en consignación y reexportar los no vendidos. En tercer lugar, pedí que se reforme el reglamento para que Rusia pueda enviar diamantes en bruto a la India y reimportar diamantes pulidos sin derechos adicionales.

Los analistas predicen a través de procedimientos e iniciativas simplificados que el comercio bilateral en esta área aumentará significativamente.
Rusia ha acordado construir más de 20 reactores nucleares en los próximos 20 años. El presidente ruso declaró en una entrevista: Contiene planes para construir más de 20 unidades de energía nuclear en la India, así como cooperación para construir estaciones de energía nuclear diseñadas por Rusia en terceros países, en la extracción conjunta de uranio natural, producción de combustible nuclear y eliminación de residuos. En 2012, Gazprom Group y la India GAIL acordaron embarques de GNL a la India de 2,5 millones de toneladas al año durante el período de 20 años. Se espera que los envíos de  GNL para este contrato comiencen en cualquier momento entre 2017-21. Las compañías petroleras indias han invertido en el sector petrolero de Rusia. Un ejemplo notable es la ONGC-Videsh, que ha invertido más de $ 8000 millones en importantes participaciones en campos petroleros como Sakhalin-1.  En una declaración conjunta emitida por ambos gobiernos, declararon: Se espera que las empresas indias participen activamente en proyectos relacionados con nuevos campos de petróleo y gas en el territorio de la Federación Rusa. Las partes estudiarán las posibilidades de construir un hidrocarburo. sistema de tuberías, que conecta la Federación de Rusia con la India.
Los funcionarios de ambos países han discutido cómo aumentar la cooperación entre las respectivas industrias de TI de sus países. El ministro de comunicación ruso, Nikolai Nikiforov, dijo en una entrevista: El desarrollo de productos y software de TI ha sido tradicionalmente un punto fuerte de la India. Damos la bienvenida a posibles proyectos conjuntos en el campo y contactos más estrechos entre empresas rusas e indias.
Debido a que India simplificó los cambios recientes en las reglas de visa para los rusos que viajan a la India, la cantidad de turistas aumentó en más del 22%. En 2011, los consulados de la India en Moscú , Vladivostok y San Petersburgo emitieron 160 000 visas, un aumento de más del 50% en comparación con 2010.
Ambos países establecieron el objetivo de inversión de $ 30 000 millones para 2025. Ya que cumplieron el objetivo en 2018, India y Rusia esperan aumentar la cifra a $ 50 000 millones. India también propuso establecer una zona económica especial para las empresas rusas.
Las importaciones rusas procedentes de la India ascendieron a 3100 millones de dólares o el 1% de sus importaciones totales, y el 0,7% de las exportaciones totales de la India en 2014. Los 10 principales productos exportados de la India a Rusia fueron:
| Exportaciones de productos indios a Rusia (2014) |                                  |
| Tipo de producto                                 | Cantidad en millones de dólares) |
| ------------------------------------------------ | -------------------------------- |
| Farmacéuticos                                    | $819.1                           |
| Equipos electrónicos                             | $382.3                           |
| Máquinas, motores y bombas                       | $159.4                           |
| Hierro y acero                                   | $149.1                           |
| Ropa (no tejida o crochét)                       | $135.7                           |
| Café, té y especias.                             | $131.7                           |
| Tabaco                                           | $113.9                           |
| Vehículos                                        | $111.1                           |
| Ropa de punto o crochét.                         | $97.9                            |
| Otras preparaciones alimenticias                 | $77.7                            |

Las exportaciones rusas a la India ascendieron a $ 6200 millones o el 1.3% de sus exportaciones totales, y el 0.9% de las importaciones totales de la India en 2014. Los 10 principales productos exportados de Rusia a la India fueron:
| Exportaciones de productos rusos a la India (2014) |                                 |
| Tipo de producto                                   | Cantidad en millones de dólares |
| -------------------------------------------------- | ------------------------------- |
| Gemas, metales preciosos, monedas                  | $1100.0                         |
| Máquinas, motores, bombas                          | $707.4                          |
| Equipamiento electrónico                           | $472.7                          |
| Fertilizantes                                      | $366.8                          |
| Equipos médicos, técnicos.                         | $302.7                          |
| Petróleo                                           | $223.8                          |
| Hierro y acero                                     | $167.4                          |
| Papel                                              | $136.8                          |
| Productos químicos inorgánicos                     | $127.4                          |
| Sal, azufre, piedra, cemento                       | $105.1                          |

#### Tratado de libre comercio (TLC)

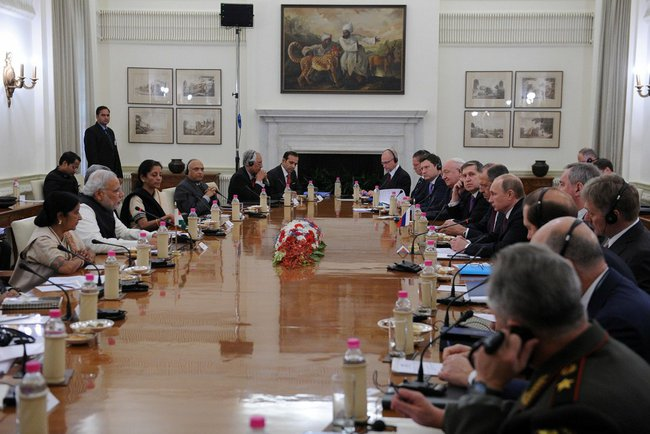
El proceso formal para el TLC entre India y la EEU se inició en la cumbre indo-rusa de 2014 en Nueva Delhi

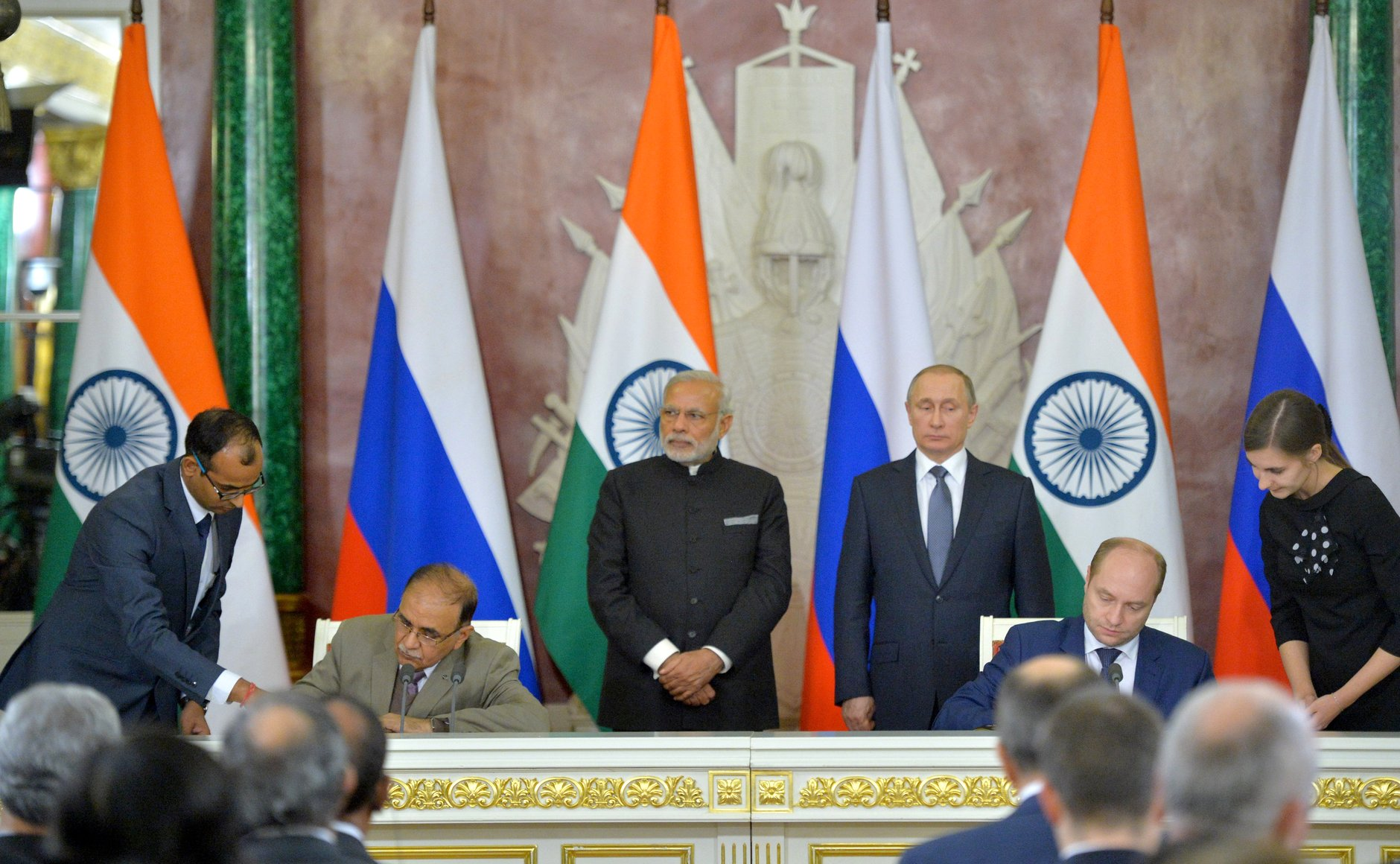
Firma de documentos indio-rusos en la cumbre indo-rusa de 2015 en Moscú

Ambos gobiernos han visto durante mucho tiempo su comercio bilateral muy por debajo de su potencial óptimo, con la única forma a largo plazo de rectificar esto mediante un acuerdo de libre comercio (TLC). Ambos gobiernos han establecido un grupo de estudio conjunto (JSG) para negociar las especificaciones de un acuerdo, se firmará un acuerdo final entre la India y la Unión Económica de Eurasia de la que Rusia forma parte así como Kazajistán, Armenia, Kirguistán y Bielorrusia. Por lo tanto, el TLC indo-ruso resultaría en un acuerdo de libre comercio mucho más grande que incluye India, Rusia, Kazajistán, Armenia, Kirguistán y Bielorrusia. Se predice que una vez que se establezca un TLC, el comercio bilateral aumentará de manera múltiple, lo que aumentará significativamente la importancia de la economía en las relaciones bilaterales.
La siguiente tabla muestra el reciente desempeño comercial bilateral indo-ruso:
| Comercio indo-ruso (2009–12) |                                              |              |
| Año                          | Volumen de comercio (Miles de millones de $) | Cambio anual |
| ---------------------------- | -------------------------------------------- | ------------ |
| 2009                         | $7.46                                        |              |
| 2010                         | $8.53                                        | +14.34%      |
| 2011                         | $8.87                                        | +3.98%       |
| 2012                         | $11.04                                       | +24.50%      |

### Cooperación en el sector energético
El sector energético es un área importante en las relaciones bilaterales indo-rusas. En 2001, ONGC-Videsh adquirió una participación del 20% en el proyecto de petróleo y gas Sakhalin-I en la Federación Rusa, y ha invertido alrededor de US $ 1700 mil millones en el proyecto. Gazprom, la compañía rusa y la Autoridad de Gas de India han colaborado en el desarrollo conjunto de un bloque en la Bahía de Bengala. El proyecto de energía nuclear de Kudankulam con dos unidades de 1000 MW cada una es un buen ejemplo de cooperación en energía nuclear indo-rusa. Ambas partes han expresado interés en ampliar la cooperación en el sector energético.
En diciembre de 2008, Rusia y la India firmaron un acuerdo para construir reactores nucleares civiles en la India durante una visita del presidente ruso a Nueva Delhi.

### Cooperación espacial

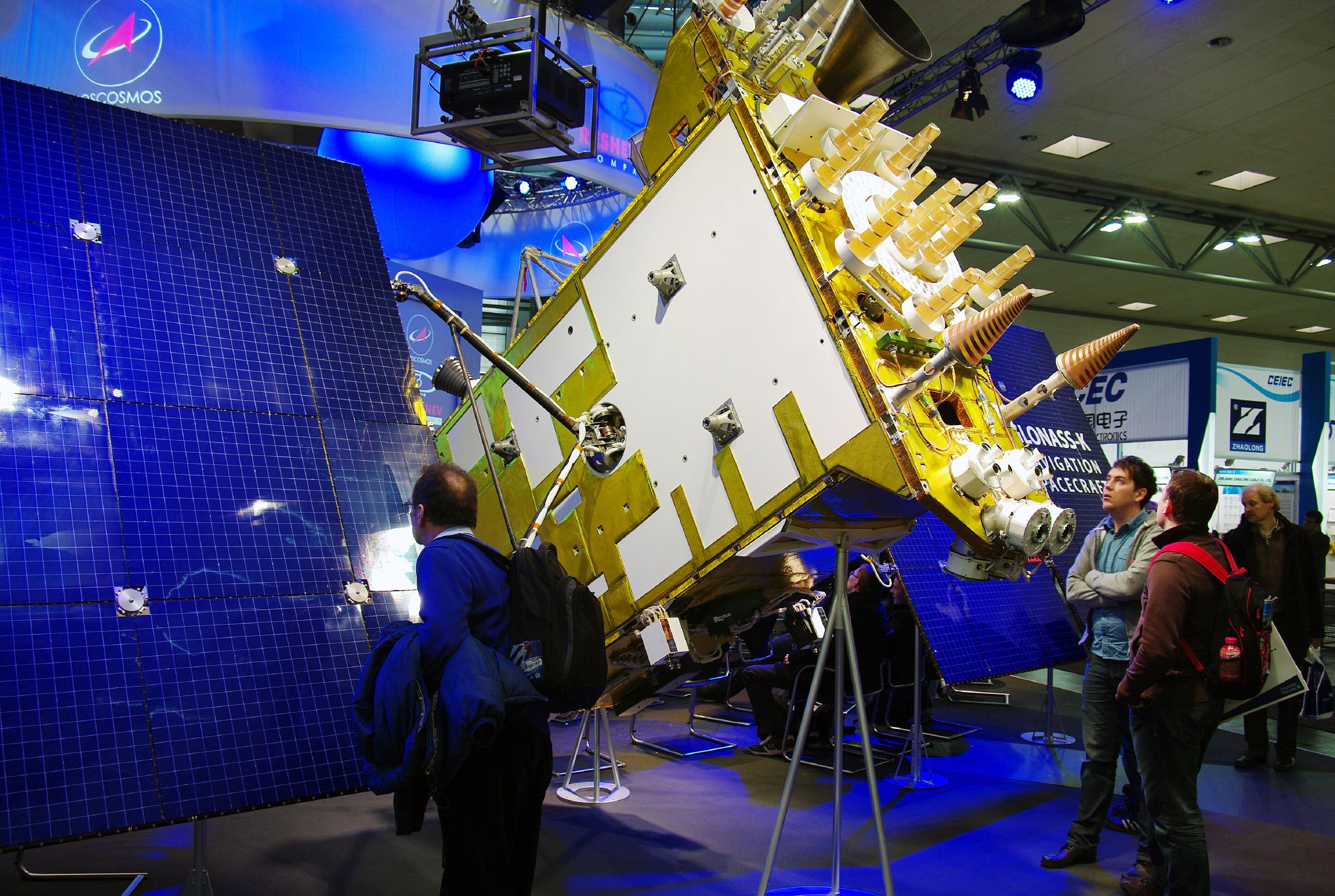
India y Rusia han firmado acuerdos para la cooperación y el uso de GLONASS.

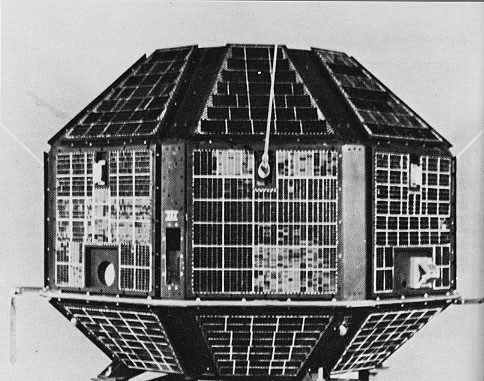
El primer satélite Aryabhata de la India se lanzó al espacio con la cooperación de la Unión Soviética

Históricamente, ha habido una larga historia de cooperación entre la Unión Soviética y la India en el espacio. Los ejemplos incluyen a Aryabhata: fue el primer satélite de la India , que lleva el nombre de un  astrónomo indio del mismo nombre. Fue lanzado por la Unión Soviética el 19 de abril de 1975 desde Kapustin Yar usando un vehículo de lanzamiento Kosmos-3M. Durante el presidente Vladímir Putin en la visita a la India en diciembre de 2004, se firmaron dos acuerdos bilaterales relacionados con respecto al espacio: 1.º) El Acuerdo general intergubernamental sobre cooperación en el espacio ultraterrestre con fines pacíficos y 2.º) el Acuerdo entre la Agencia Interespacial sobre cooperación en el sistema ruso de navegación por satélite GLONASS. Posteriormente, se firmaron una serie de acuerdos de seguimiento sobre GLONASS. En noviembre de 2007, los dos países firmaron un acuerdo sobre exploración lunar conjunta. Estos programas de cooperación espacial están bajo implementación. Chandrayaan-2 fue una misión conjunta de exploración lunar propuesta por la Organización de Investigación Espacial de la India (ISRO) y la Agencia Espacial Federal Rusa (RKA) y tenía un costo proyectado de ₹ 4,25 billones (US $ 90 millones). La misión, propuesta para ser lanzada en 2017 por un vehículo de lanzamiento satelital geosincrónico (GSLV), incluía un orbitador lunar y un rover hecho en la India, así como un módulo de aterrizaje construido por Rusia. Pero debido a los repetidos retrasos en la empresa conjunta, la parte india finalmente decidió desarrollar el módulo de aterrizaje y asumir todos los costos de la misión por sí misma y planea lanzar la misión en abril de 2018.

### Ciencia y Tecnología
La colaboración en curso en el campo de la ciencia y la tecnología, en el marco del Programa Integrado a Largo Plazo de Cooperación (ILTP), es el programa de cooperación más grande en esta esfera tanto para la India como para Rusia. ILTP es coordinado por el  Departamento de Ciencia y Tecnología del lado indio y por la Academia Rusa de Ciencias, el  Ministerio de Ciencia y Educación y el  Ministerio de Industria y Comercio. Desde el lado ruso, el desarrollo de aeronaves SARAS Duet, productos semiconductores, supercomputadoras, poli-vacunas, ciencia y tecnología láser, sismología, materiales de alta pureza, software y TI, y Ayurveda han sido algunas de las áreas prioritarias de cooperación bajo el ILTP. Bajo este programa, ocho centros conjuntos indo-rusos se han establecido para centrarse en el trabajo conjunto de investigación y desarrollo. Se están estableciendo otros dos Centros Conjuntos de Metales No Ferrosos y Aceleradores y Láseres en la India. También se está procesando un Centro Tecnológico Conjunto con sede en Moscú para llevar al mercado tecnologías de vanguardia. Un Consejo Conjunto de la ILTP se reunió en Moscú del 11 al 12 de octubre de 2007 para revisar la cooperación y orientarlo más. En agosto de 2007, se firmó un memorando de entendimiento entre el Departamento de Ciencia y Tecnología y la Fundación Rusa de Investigación Básica,

### Corredor de transporte norte-sur
Más información: Corredor de Transporte Norte-Sur.

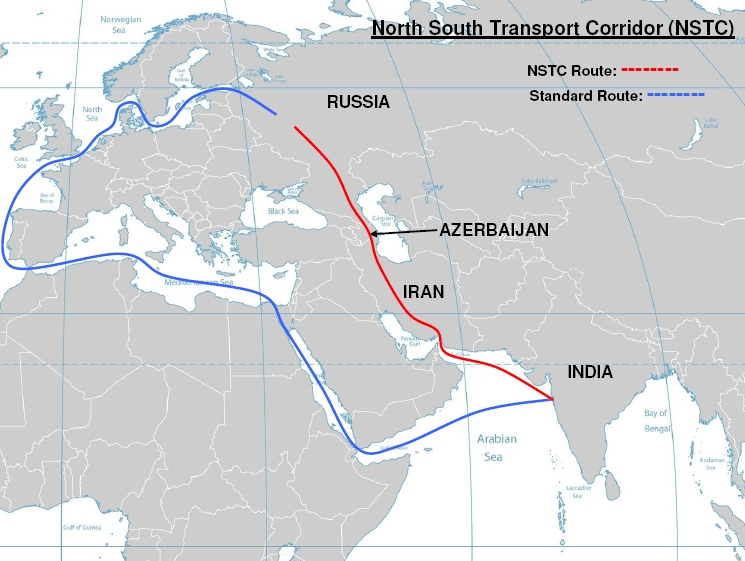
Ruta del Corredor de Transporte Norte-Sur a través de India, Irán, Azerbaiyán y Rusia

El Corredor de Transporte Norte-Sur es la ruta de barco , ferrocarril y carretera para transportar carga entre India , Rusia , Irán , Europa y Asia Central . La ruta involucra principalmente el traslado de mercancías desde India , Irán , Azerbaiyán y Rusia a través de barcos, ferrocarriles y carreteras. El objetivo del corredor es aumentar la conectividad comercial entre las principales ciudades como Mumbai, Moscú, Teherán, Bakú, Bandar Abbas, Astracán, Bandar Anzali, etc. En 2014 se realizaron recorridos secos de dos rutas, la primera fue de Mumbai a Bakú a través de Bandar Abbas y la segunda fue de Mumbai a Astracán a través de Bandar Abbas, Teherán y Bandar Anzali. El objetivo del estudio fue identificar y abordar cuellos de botella clave. Los resultados mostraron que los costos de transporte se redujeron en "$ 2,500 por cada 15 toneladas de carga". Otras rutas en consideración incluyen a través de Armenia , Kazajistán y Turkmenistán .

### La cooperación en el ámbito de la cultura

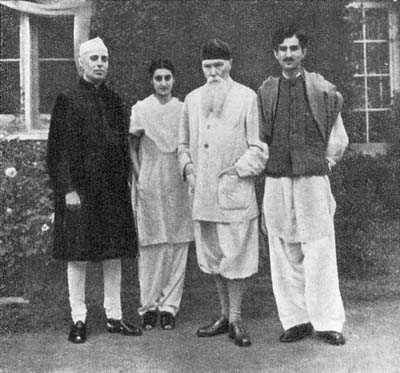
Nicholas Roerich con Jawaharlal Nehru e Indira Gandhi

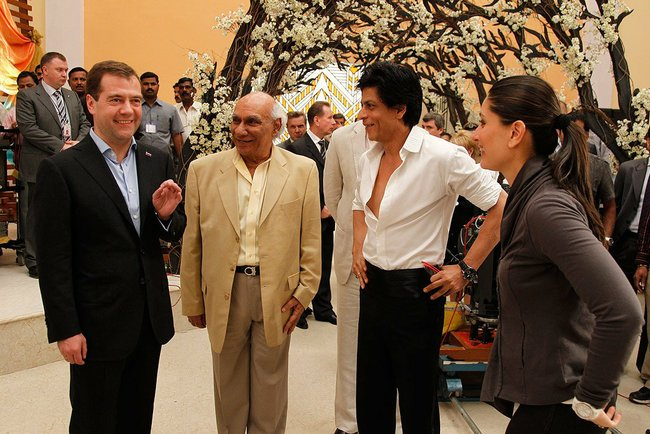
El presidente ruso, Dmitry Medvédev, visitó el set de rodaje de los estudios de Yash Raj que se reunieron con las estrellas de Bollywood Shah Rukh Khan, Yash Chopra y Kareena Kapoor

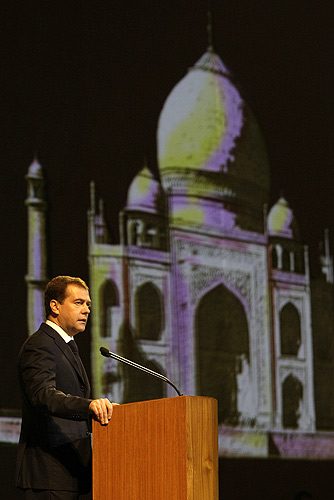
El presidente ruso Dmitry Medvédev pronunció su discurso en la ceremonia de clausura del "Año de Rusia en la India" en 2008

Las relaciones indo-rusas en el campo de la cultura son históricas. Uno de los primeros visitantes rusos a la India fue Afanasiy Nikitin, un comerciante de Tver en Rusia. Su famoso viaje (1466-1472) fue documentado en el libro Un viaje más allá de los tres mares. Nikitin pasó tres años en la India (1469-1472) viajando a sus numerosas regiones y documentando a su gente, cultura, economía, tecnología, historia, sociedad y comida. El viaje de Nikitin fue interpretado por el actor soviético Oleg Strizhenov junto a la leyenda de la pantalla hindi Nargis Dutt en la película de la década de 1950 Journey Beyond Three Seas.
Astracán en Rusia ha sido históricamente un centro comercial para comerciantes indios desde el siglo XVI. En 1722,  Pedro el Grande se reunió con Anbu-Ram, el líder de los mercaderes indios en Astracán. En la reunión, Pedro el Grande aceptó la solicitud de Anbu-Ram de un comercio libre completo, incluidos los derechos de tránsito.
La primera traducción rusa del Bhagavad Gita fue publicada en 1788 por decreto por orden de Catalina la Grande. Los pioneros rusos que viajaron a la India y estudiaron la cultura de la India incluyen a Gerasim Lebedev, quien estudió lenguas antiguas de la India en la década de 1780 y luego a Nicholas Roerich, que estudió filosofía india. Roerich fue influenciado por la filosofía de Ramakrishna y Vivekananda, la poesía de Rabindranath Tagore y el Bhagavad Gita. El 130 aniversario del nacimiento de Nicholas Roerich y el 100 aniversario del nacimiento de Svetoslav Roerich Se celebraron en la India en octubre de 2004.
Los principales indiólogos rusos como Iván Minayev, Serguéi Oldenburg, Fiódor Shcherbatskoi, Yuri Knorozov, Aleksandr Kondratov, Nikita Gurov y Yevgueni Chelyshev centraron su investigación en la comprensión del Indus Script, el  sánscrito y la literatura india.
Tradicionalmente, ha habido una fuerte colaboración en el campo del cine entre la India y la URSS. Varias generaciones de rusos crecieron viendo películas indias subtituladas, principalmente Bollywood, y viceversa para los indios que ven películas rusas. Las películas populares de la India en la URSS incluyen a Awara, Bobby, Barood, Mamta y Disco Dancer. Las películas contemporáneas recientes rodadas en Rusia incluyen Lucky: No Time for Love. Sin embargo, después del colapso de la participación de mercado de la URSS Bollywood disminuyó en Rusia. Recientemente, sin embargo, ha habido un aumento debido a que los espectadores tienen acceso a través de canales por cable y satélite. La viceministra rusa de Cultura Elena Milovzorova, declaró en una entrevista que un grupo de trabajo conjunto indio-ruso (JWG) discutirá los procedimientos para permitir que las industrias cinematográficas de ambos países colaboren en la producción de películas conjuntas. La región de Krasnodar ha sido discutida entre los funcionarios como un área posible para filmar futuras películas de Bollywood. El expresidente ruso Dmitry Medvédev, conocido por ser admirador de las películas de Bollywood, visitó el plató de Yash Raj Studios y conoció a estrellas de Bollywood como Shah Rukh Khan, Yash Chopra y Kareena Kapoor durante su visita de estado a la India. Dijo en una entrevista: Nuestro país es uno de los lugares donde la cultura india es más admirada, además dijo: Rusia e India son los únicos países donde los canales de satélite transmiten películas indias 24/7.
El yoga en Rusia ha crecido y se ha vuelto cada vez más popular desde la década de 1980, especialmente en las ciudades y centros urbanos más importantes, principalmente debido a su reputación de beneficios para la salud. Sin embargo, tiene sus raíces mucho antes en Rusia durante la época del destacado actor y entrenador ruso Constantin Stanislavski, que fue significativamente influenciado por el yoga y la filosofía india.
La Oficina de Representación Rossotrudnichestvo (RRO) de Rusia, establecida en 1965, cuenta con cinco Centros Rusos de Ciencia y Cultura (RCSC) en India, que incluyen Nueva Delhi, Mumbai, Calcuta, Chennai y Trivandrum . El director de RRO y director de RCSC, Fyodor Rozovsky, espera que los lazos culturales crezcan entre ambos países. Él y otros funcionarios también esperan que el número de estudiantes indios que estudian en Rusia aumente una vez que ambos países firmen un acuerdo sobre el reconocimiento conjunto de los diplomas de educación superior. Hay un departamento de Hindi en la Universidad de Moscú junto con cinco cátedras relacionadas con la Indología en Moscú , San Petersburgo , Kazán y Vladivostok .
Los días de la cultura rusa se llevaron a cabo en la India en noviembre de 2003, en Delhi, Calcuta y Mumbai. Los "Días de la cultura india" en Rusia se organizaron de septiembre a octubre de 2005 en Rusia. El Ministro Principal del Territorio de la Capital Nacional de Delhi encabezó una delegación para participar en el evento "Días de Delhi en Moscú" desde el 28 de mayo 1 de junio de 2006. El "Año de Rusia en la India" se llevó a cabo en 2008. Fue seguido por el "Año de la India en Rusia "en 2009.

### Terrorismo
India y Rusia comparten puntos de vista comunes sobre el terrorismo. Ambas naciones han trabajado juntas para combatir el terrorismo.

## Ofertas nucleares

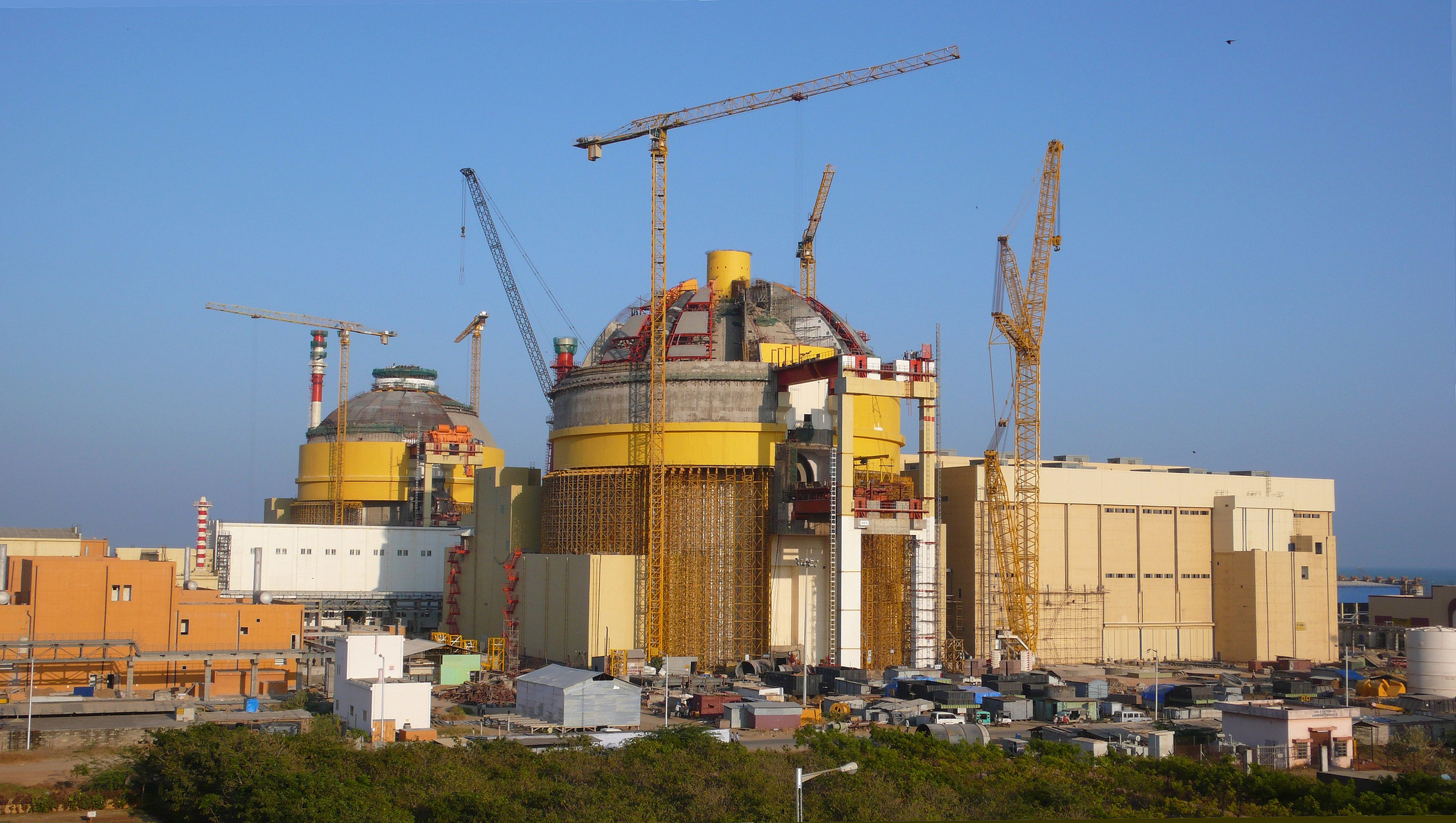
Construcción de la central nuclear de Kudankulam en 2009

El 7 de noviembre de 2009, la India firmó un nuevo acuerdo nuclear con Rusia, aparte de los acuerdos acordados por los dos países anteriormente. India y Rusia están en discusión para la construcción de dos unidades de energía nuclear más en Kudankulam. Dos unidades de la central nuclear de Kudankulam ya están en funcionamiento. Durante la visita del presidente ruso, Vladímir Putin, a la India para la 13.ª cumbre anual, se acordó una hoja de ruta de la energía nuclear civil cooperativa. Funcionando hasta 2030, se construirán entre dieciséis y dieciocho reactores nuevos, con una capacidad instalada de 1000 MW cada uno. Un reactor de 1000 MW cuesta alrededor de 2500 millones de dólares, por lo que el acuerdo puede llegar a 45 000 millones de dólares.